# Лентијаи
Лентијаи је насеље у Италији у округу Белуно, региону Венето.
Према процени из 2011. у насељу је живело 1448 становника. Насеље се налази на надморској висини од 260 м.

## Становништво
Према резултатима пописа становништва 2011. у општини је живело 2.979 становника.
| 1951. | 1961. | 1971. | 1981. | 1991. | 2001. | 2011. |
| ----- | ----- | ----- | ----- | ----- | ----- | ----- |
| 2.951 | 2.706 | 2.543 | 2.811 | 2.801 | 2.959 | 2.979 |